# 펀드 플랫폼
펀드 플랫폼(영어: fund platform 또는 investment flatform)은 두 개의 그룹으로 나뉜다: 펀드 랩(fund wrap), 펀드 수퍼마켓(fund sumpermarket). 두 서비스 모두 투자자들이 (일반적으로 할인 수익률로) 단순히 온라인으로 투자 대상을 구매할 수 있게 한다.

## 펀드 랩
우량한 펀드에 대해 효율적으로 분산 투자를 하는 계좌이다.

## 펀드 슈퍼마켓
펀드슈퍼마켓(현 한국포스증권)은 2013년 설립된 대한민국의 증권사로 한국증권금융이 52.25%의 지분을 보유한 대주주이며, 46개 자산운용사가 나머지 지분을 보유하고 있다. 공모펀드 공동판매채널로 설립되어 초기 온라인 펀드판매 시장을 주도하였고 대한민국 1세대 핀테크 회사로 분류된다.
2019년 사명을 '한국포스증권'으로 변경하였다. 

## 같이 보기
- 랩 어카운트